# Gelligaer (Community)
Gelligaer (auch Gelli Gaer, walisisch: Gelli-gaer) ist ein Ort und eine Community in der walisischen Principal Area Caerphilly County Borough. Die Community hatte beim Zensus 2011 18.408 Einwohner.

## Geographie
Die Community Gelligaer liegt auf etwas mehr als 200 Metern Höhe in Südwales im mittleren Westen von Caerphilly an der Grenze zu Merthyr Tydfil. Während die Community im Norden an die zu Caerphilly gehörenden Communitys Bargoed und Darran Valley grenzt, hat sie im Norden und Westen eine gemeinsame Grenze mit der zu Merthyr Tydfil gehörenden Community Bedlinog. Alle weiteren Grenzen verlaufen innerhalb von Caerphilly: im Südwesten mit Nelson, im Süden mit Aber Valley und Llanbradach and Pwllypant und im Osten mit Maesycwmmer und Pengam. Die Siedlung Gelligaer selbst liegt mittig auf einer Anhöhe zwischen zwei Flüssen; weitere Siedlungen sind unter anderem Ystrad Mynach und Hengoed. Innerhalb der Community verlaufen neben dem Fluss Nant Cylla die Straßen A469 road und A472 road.

## Geschichte
Bedingt durch seine Lage spielte Gelligaer eine Schlüsselrolle in der Entwicklung von Südwales. So gibt es rund um die Siedlung eine römische Festung, aber auch bronzezeitliche Grabstätten, normannische Kirchen und weitere Relikte aus den vergangenen Jahrhunderten. Die römische Festung wurde Anfang des 20. Jahrhunderts entdeckt und später für Besucher freigegeben. In der historischen Landschaft Gelligaer Common, die nicht deckungsgleich mit der heutigen Community ist, befindet sich unter anderem der Cairn Carn Bugail und der Menhir Gelligaer, die heutzutage zur Community Bedlinog gehören, sowie die heute zu Bargoed gehörenden Reste der Capel Gwladys zu Ehren von Gwladys, der Mutter von Tydfil.
Im Anfang der 1870er-Jahre entstandenen Imperial Gazetteer of England and Wales wird Gelligaer als Dorf, Pfarrbezirk und „sub-district“ des Bezirks (engl.: district) Merthyr-Tydvil in Glamorgan beschrieben.

## Einwohnerentwicklung
| Jahr      | 1801 | 1811 | 1821 | 1831 | 1841 | 1851 | 1861 | 1871 | 1881  | 1891  | 1901  | 1911  | 1921  | 1931  | 1941 | 1951  | 1961  | 1971 | 1981 | 1991 | 2001 | 2011  |
| --------- | ---- | ---- | ---- | ---- | ---- | ---- | ---- | ---- | ----- | ----- | ----- | ----- | ----- | ----- | ---- | ----- | ----- | ---- | ---- | ---- | ---- | ----- |
| Einwohner | 1051 | 1022 | 1247 | 1825 | 3215 | 3807 | ?    | ?    | 11592 | 12754 | 17242 | 35521 | 43121 | 41043 | ?    | 36169 | 34656 | ?    | ?    | ?    | ?    | 18408 |

## Bauwerke
In der Community Gelligaer gibt es insgesamt 32 Bauwerke, die in die Statutory List of Buildings of Special Architectural or Historic Interest aufgenommen wurden. Lediglich fünf dieser Gebäude sind Grade II* buildings, und zwar das Hengoed Viaduct, das teils in der Community Maesycwmmer liegt, sowie vier Gebäude der Penallta Colliery. Die Bauwerke der Kategorie Grade II sind vor allem Kirchen, Bauernhäuser und andere Bauten auf Bauernhöfen.